# Joseph Conrad (militar francés)
Joseph Conrad (Estrasburgo, 8 de diciembre de 1788 – Barbastro, 2 de junio de 1837), fue un militar francés que sirvió en la Legión Extranjera Francesa y que mandó la División Auxiliar Francesa.

## Guerras Napoleónicas
Joseph Conrad ingresó en la Escuela Especial Militar francesa el 28 de abril de 1807, ascendiendo sucesivamente a cabo, sargento y sargento mayor en 1808. Al graduarse fue destinado como subteniente al 28.º Regimiento de Infantería Ligero del Ejército francés el 25 de marzo de 1809, y partió a Alemania, donde fue herido de bala en la pierna derecha en la batalla de Essling. En 1810 fue destinado a España, donde fue herido de bala en el muslo izquierdo en la batalla de Fuentes de Oñoro. Ascendió a teniente en 1812, incorporándose en julio de 1813 al Grande Armée en Sajonia. Herido en el hombro en la batalla de Kulm, fue nombrado capitán y caballero de la Legión de Honor el 8 de octubre de 1813, siendo hecho prisionero en Leipzig el 16 del mismo mes. Regresó a Francia en septiembre de 1814, siendo asignado al 13.º Ligero. El 13 de agosto de 1815 fue licenciado y pasó a situación de inactividad.

## Restauración y servicio en África
Volvió a la escala activa en marzo de 1816, siendo destinado primero a la legión del Alto Rin y después a la del Bajo Rin, y en noviembre fue nombrado ayuda de campo del general Creutzer. En diciembre de 1818 entró en el Real Cuerpo de Estado Mayor, y se casó en San Petersburgo en 1819 con la hija de un consejero de la corte del emperador ruso. En 1823 participó en la restauración al poder absoluto de Fernando VII, los Cien Mil Hijos de San Luis, como ayuda de campo del general Schaeffer. Después de otros destinos como ayuda de campo, fue destinado en marzo de 1830 al estado mayor de la 2.ª División del Ejército de Argelia. Ascendió a jefe de batallón en septiembre de 1830 y fue condecorado con la cruz de oficial de la Legión de Honor en junio de 1832. En 1834 fue ascendido a teniente coronel, siendo destinado a la Legión Extranjera. En este puesto se le asignó el mando de los dos batallones destacados en Orán, participando en la conquista de la región occidental de Argelia. Los batallones a su mando fueron inicialmente el italiano y el español, con este último siendo reemplazado por el nuevo batallón polaco cuando los legionarios españoles fueron enviados a España en 1834. Entre otras acciones, Conrad y los dos batallones de la Legión a su mando participaron en el debacle que fue la batalla de Macta.

## Servicio en España
Cuando el gobierno francés decidió ceder la Legión Extranjera a España para que combatiera en la Primera Guerra Carlista en el bando isabelino, Conrad aceptó pasar al servicio del gobierno de Isabel II. La Legión se convirtió así en la División Auxiliar Francesa del Ejército español. El coronel francés Joseph Bernelle continuó al mando de la unidad –siendo ascendido a mariscal de campo en el Ejército español– y Joseph Conrad, entonces teniente coronel en le Ejército francés, continuó como segundo jefe con el grado de coronel en el Ejército español. Tras desembarcar el 17 de agosto de 1835 en Tarragona, la Legión se trasladó a Lérida y tres batallones al mando de Conrad fueron destacados a Balaguer. Desde allí fueron dispersados en pequeños destacamentos que participaron en combates contra partidas carlistas. A finales de septiembre la Legión se trasladó a Barbastro. Desde allí, tres batallones al mando de Conrad se unieron a la división del Alto Aragón para operar en la frontera con Cataluña, expulsando a un numeroso contingente carlista de la Puebla de Segur. En noviembre, los batallones al mando de Conrad se volvieron a reunir con el resto de la Legión. Dos batallones al mando de Conrad pasaron luego a Huesca, desde donde se enfrentaron en Angües con la columna de Guergué cuando esta regresaba a Navarra.
En diciembre, la Legión se reagrupó en Cinco Villas y luego en Sanguesa, y en enero de 1836 se trasladó a Vitoria, desde donde participó en la batalla de Arlabán. A finales de ese mes, Conrad se enfrentó a Bernelle, pidiendo poder desempeñas las atribuciones correspondientes a su cargo de coronel. Las autoridades superiores resolvieron el conflicto a favor de Bernelle, tras lo que Conrad pidió regresar a Francia, lo que hizo en febrero de 1836.
Tras volver a Francia, Conrad fue destinado a Pau para mandar la nueva legión que se estaba formando allí para reforzar la división de Bernelle. Bernelle presentó su dimisión en julio de 1836 y fue reemplazado por Lebeau como jefe de la división, y el 16 de agosto de 1836 Conrad regresó a España al mando de un batallón de refuerzo, recuperando su cargo de coronel de la Legión. En noviembre, después de que Lebeau también presentara su dimisión, Conrad fue ascendido a brigadier del Ejército español y nombrado jefe de la División Auxiliar Francesa.
Conrad era inmensamente popular entre los legionarios. Su origen alsaciano le acercaba a los numerosos alemanes que servían en la Legión, y congeniaba y bromeaba también con los franceses, los italianos y los polacos. Tras volver de Francia, canceló el uso de castigos físicos que había instaurado Bernelle al entrar en España. Su bravura y caballerosidad eran conocidas por propios y extraños; los carlistas llegaron a ofrecerle el cargo que quisiera si se pasaba a sus filas. Todo esto no pudo compensar la dejadez con la que los gobiernos español y francés trataban a la Legión: la falta de paga, víveres y suministros afectaba a la moral, propiciaba las deserciones e impedía los reenganches. Conrad llegó a realizar incursiones en el territorio enemigo con la única finalidad de requisar víveres para alimentar a sus soldados. A principios de 1837, debido a las numerosas deserciones y licenciamientos, y también a que el gobierno francés dejó de mandar reemplazos, Conrad se vio obligado a consolidar los siete previos batallones en solo tres.
Las fuerzas al mando de Conrad participaron junto con el resto de las fuerzas isabelistas de Navarra en las acciones de Dos Hermanas y Larráinzar, previas a la batalla de Oriamendi, tras las que la Legión volvió al área de Pamplona y sus batallones fueron consolidados en solo dos. Tras la salida de la Expedición Real, la división se unió a su persecución, participando en la batalla de Huesca el 24 de mayo de 1837 y la batalla de Barbastro el 2 de junio del mismo año. En la batalla de Huesca el oficial superior a Conrad, el general Miguel María Iribarren, murió de las heridas que sufrió en el combate, quedando Conrad al mando de las fuerzas isabelinas navarras. Tras unirse estas a las fuerzas al mando del general Oráa, Conrad quedó al mando de la división de Navarra, tomando la posición izquierda del despliegue isabelino en su aproximación a Barbastro. Las fuerzas al mando de Conrad, tras adelantarse al resto del despliegue, fueron sorprendidas por un contraataque carlista en el que los legionarios se toparon con un batallón de desertores de la Legión al servicio del enemigo. Los legionarios isabelinos perdieron los nervios y comenzaron a huir. Conrad quiso dar un ejemplo a sus hombres y, avanzando hacia la primera línea, alzó su gorra con la punta de su bastón, gritando «¡Adelante!», pero el pánico se había apoderado de sus hombres, que continuaron la desbandada. Acto seguido, una bala impactó a Conrad en la frente, tras lo que cayó muerto. Su cadáver fue recogido por uno de sus capitanes y transportado a Berbegal, y de allí a Zaragoza, donde fue enterrado.
Un año más tarde sus restos fueron trasladados a una nueva sepultura en el cementerio del Torrero. Su epitafio, rodeado por las banderas de los dos países a los que sirvió y por las cruces de la Legión de Honor y de San Fernando, dijo:.
| LES OFFICIERS DE LA LÉGION AUXILIAIRE FRANÇAISE A LEUR BRAVE CHEF CONRAD MORT AUX CHAMPS DE BARBASTRO LE 2 JUIN 1837 POUR LA LIBERTÉ ESPAGNOLE. | LOS OFICIALES DE LA LEGIÓN AUXILIAR FRANCESA A SU BRAVO JEFE CONRAD MUERTO EN LOS CAMPOS DE BARBASTRO EL 2 DE JUNIO DE 1837 POR LA LIBERTAD ESPAÑOLA. |

El coraje y sacrificio de Conrad mereció la admiración de todos los franceses; el príncipe heredero de Francia se hizo cargo de que los dos hijos de Joseph Conrad fueran educados en escuelas militares y el rey de los franceses asignó una pensión a su viuda.